# Fowlea
Fowlea — рід змій родини полозових (Colubridae). Представники цього роду мешкають в Азії.

## Види
Рід Fowlea нараховує 9 видів:
- Fowlea asperrima (Boulenger, 1891)
- Fowlea flavipunctata (Hallowell, 1860)
- Fowlea melanzosta (Gravenhorst, 1807)
- Fowlea piscator (Schneider, 1799)
- Fowlea punctulata (Günther, 1858)
- Fowlea sanctijohannis (Boulenger, 1890)
- Fowlea schnurrenbergeri (Kramer, 1977)
- Fowlea unicolor (F. Müller, 1887)
- Fowlea yunnanensis (Anderson, 1879)